# Peuplingues
Peuplingues és un municipi francès situat al departament del Pas de Calais i a la regió dels Alts de França. L'any 2007 tenia 610 habitants.

## Demografia

### Població
El 2007 la població de fet de Peuplingues era de 610 persones. Hi havia 220 famílies de les quals 44 eren unipersonals (16 homes vivint sols i 28 dones vivint soles), 72 parelles sense fills, 96 parelles amb fills i 8 famílies monoparentals amb fills.
La població ha evolucionat segons el següent gràfic:
Habitants censats

### Habitatges
El 2007 hi havia 247 habitatges, 229 eren l'habitatge principal de la família, 10 eren segones residències i 8 estaven desocupats. 231 eren cases i 9 eren apartaments. Dels 229 habitatges principals, 171 estaven ocupats pels seus propietaris, 55 estaven llogats i ocupats pels llogaters i 3 estaven cedits a títol gratuït; 4 tenien una cambra, 9 en tenien dues, 11 en tenien tres, 45 en tenien quatre i 160 en tenien cinc o més. 209 habitatges disposaven pel capbaix d'una plaça de pàrquing. A 102 habitatges hi havia un automòbil i a 110 n'hi havia dos o més.

### Piràmide de població
La piràmide de població per edats i sexe el 2009 era:
| Homes | Edats   | Dones |
| ----- | ------- | ----- |
| 0     | 95 o +  | 0     |
| 0     | 90 a 94 | 4     |
| 0     | 85 a 89 | 0     |
| 4     | 80 a 84 | 8     |
| 8     | 75 a 79 | 0     |
| 0     | 70 a 74 | 8     |
| 8     | 65 a 69 | 4     |
| 16    | 60 a 64 | 8     |
| 8     | 55 a 59 | 20    |
| 12    | 50 a 54 | 16    |
| 44    | 45 a 49 | 28    |
| 40    | 40 a 44 | 40    |
| 16    | 35 a 39 | 16    |
| 12    | 30 a 34 | 12    |
| 32    | 25 a 29 | 20    |
| 16    | 20 a 24 | 8     |
| 16    | 15 a 19 | 28    |
| 28    | 10 a 14 | 24    |
| 24    | 5 a 9   | 24    |
| 12    | 0 a 4   | 20    |

## Economia
El 2007 la població en edat de treballar era de 403 persones, 309 eren actives i 94 eren inactives. De les 309 persones actives 279 estaven ocupades (154 homes i 125 dones) i 30 estaven aturades (13 homes i 17 dones). De les 94 persones inactives 26 estaven jubilades, 40 estaven estudiant i 28 estaven classificades com a «altres inactius».

### Ingressos
El 2009 a Peuplingues hi havia 236 unitats fiscals que integraven 647,5 persones, la mediana anual d'ingressos fiscals per persona era de 19.054 €.

### Activitats econòmiques
Dels 16 establiments que hi havia el 2007, 1 era d'una empresa alimentària, 4 d'empreses de construcció, 2 d'empreses de transport, 4 d'empreses d'hostatgeria i restauració, 1 d'una empresa immobiliària, 2 d'empreses de serveis, 1 d'una entitat de l'administració pública i 1 d'una empresa classificada com a «altres activitats de serveis».
Dels 4 establiments de servei als particulars que hi havia el 2009, 1 era una lampisteria, 1 electricista, 1 empresa de construcció i 1 agència immobiliària.
L'únic establiment comercial que hi havia el 2009 era una fleca.
L'any 2000 a Peuplingues hi havia 15 explotacions agrícoles.

## Equipaments sanitaris i escolars
El 2009 hi havia una escola elemental integrada dins d'un grup escolar amb les comunes properes formant una escola dispersa.

## Poblacions més properes
El següent diagrama mostra les poblacions més properes.